# (11887) Эхеммон
(11887) Эхеммон (лат. Echemmon) — типичный троянский астероид Юпитера, движущийся в точке Лагранжа L5, в 60° позади планеты. Астероид был открыт 14 октября 1990 года немецкими астрономами Ф. Бёрнгеном и Луцем Шмаделем в обсерватории Таутенбург и назван в честь одного из защитников Трои.

Орбита астероида Эхеммон и его положение в Солнечной системе